# Scopula bifalsaria
Scopula bifalsaria är en fjärilsart som beskrevs av Louis Beethoven Prout 1913. Scopula bifalsaria ingår i släktet Scopula och familjen mätare. Inga underarter finns listade.